# Tretanorhinus nigroluteus
La culebra buceadora vientre naranja (Tretanorhinus nigroluteus) es una especie de serpiente que pertenece a la familia Dipsadidae. Es nativo del sur de México, Belice, Guatemala, Honduras, Nicaragua, Costa Rica, Panamá, y posiblemente El Salvador.

## Clasificación y descripción
El tamaño promedio de los adultos es de aproximadamente 30-40 cm en los machos y 40-60 cm en las hembras. El dorso es de color marrón grisáceo pálido a marrón oliva oscuro con una doble serie de manchas ovales de color marrón oscuro o negro. Estas manchas a menudo se unen en la parte anterior del cuerpo, formando una franja oscura mediodorsal. Posteriormente, se dividen en una doble hilera de puntos paravertebrales que pueden alternarse o fusionarse parcialmente. Una serie de pequeñas manchas oscuras e irregulares suele estar presente en los costados del cuerpo. La mayoría de los individuos tienen una amplia franja oscura que se origina en el rostro y pasa por los lados de la cabeza para continuar hasta debajo del cuerpo. La parte superior de la cabeza suele ser un poco más oscura que el dorso del cuerpo. El mentón y la garganta generalmente son de color marrón grisáceo oscuro con algunas manchas claras. El resto del vientre puede ser de color marrón grisáceo o tostado anteriormente, cambiando a naranja o rojo posteriormente; puede tener rayas oscuras dispersas o manchas y barras cuadradas, y en algunos individuos es evidente una franja medioventral oscura en la mitad posterior del cuerpo y la cola. Los tubérculos distintivos se desarrollan en los machos durante la época de cría en los infralabiales, mentón, gulares y ventrales anteriores, y en menor medida en los supralabiales, loreales, pre y postoculares, todos los ventrales y las escamas en las filas dorsal 1 y 2. Se ha sugerido que estos tubérculos funcionan estimulando a la hembra durante el cortejo o posicionando al macho durante el apareamiento. Hay 8 supralabiales, 10-11 inflablabiales, 1-2 internasal, 0-2 (generalmente 1) loreales, 2-3 preoculares, 2 postoculares, 1 + 2 temporales, 127-151 ventrales y 56-82 subcaudales divididos.

### Taxonomía
Se reconocen las siguientes subespecies:
- Tretanorhinus nigroluteus dichromaticus Villa, 1969 (Islas de la Bahía, Honduras)
- Tretanorhinus nigroluteus lateralis Bocourt, 1891 (Belice)
- Tretanorhinus nigroluteus nigroluteus Cope, 1861
- Tretanorhinus nigroluteus obscurus Villa, 1969 (Islas del Maíz, Nicaragua)

## Distribución
T. nigroluteus ocurre en bajas y moderadas elevaciones (hasta 500 m s. n. m.) en la vertiente del Atlántico desde el sur de Veracruz y el Istmo de Tehuantepec de Oaxaca a través de Tabasco, norte de Chiapas, Oeste de Campeche y e extremo sur de Quintana Roo hacia el sur hasta Panamá.

## Hábitat
Esta especie primariamente acuática habita bosques de tierras bajas y manglares costeros; prefieren aguas someras y de movimiento lento, especialmente donde la vegetación acuática es abundante. Son encontradas cerca de arroyos, en los flujos lentos de grandes ríos, lagos y agua dulce y pantanos. Es nocturna y rara vez es encontrada durante el día cuando permanecen sumergidas o escondidas entre la vegetación acuática. Frecuentemente yacen en la superficie con solo el hocico encima del agua y rápidamente nadan hacia la vegetación, lodo o bajo rocas en el fondo. Se alimentan de pequeños peces de las familias Gobiidae y Poeciliidae, renacuajos y pequeñas ranas. Alimentarse puede involucrar nado activo, pero usualmente las serpientes están ancladas a la vegetación acuática o yacen en el fondo para emboscar a sus presas.

## Estado de conservación
Se encuentra enlistada dentro de la IUCN como una especie con menor preocupación (LC).